# Nati nel 1806
| Questa pagina contiene informazioni ricavate automaticamente dalle voci biografiche con l'ausilio del template Bio e di un bot. L'aggiornamento è periodico e automatico e ricostruisce completamente la pagina. Se manca una persona in questa lista, sei pregato di non aggiungerla, ma accertati piuttosto che la sua voce biografica contenga il template Bio e che i dati anagrafici siano correttamente compilati. Se il template Bio manca, inseriscilo tu stesso o, in alternativa, metti l'avviso {{tmp\|Bio}} che ne segnala la mancanza. Se i dati riportati sono sbagliati, correggi direttamente la voce biografica; le modifiche saranno visibili in questa lista entro pochi giorni. Per chiarimenti vedi il progetto biografie. La lista contiene solo le 380 persone che sono citate nell'enciclopedia e per le quali è stato implementato correttamente il template Bio. Pagina aggiornata al 10 ago 2025. |

## Gennaio(28)
- 1º gennaio - Lionel Kieseritzky, scacchista estone († 1853)
- 1º gennaio - Antonio Lanzirotti, politico italiano († 1888)
- 1º gennaio - Salvatore Magnasco, arcivescovo cattolico italiano († 1892)
- 2 gennaio - Giuseppe Del Re, politico, patriota e letterato italiano († 1864)
- 6 gennaio - Jean-François Gigoux, pittore e litografo francese († 1894)
- 6 gennaio - Christian Eduard Langethal, agronomo e botanico tedesco († 1878)
- 7 gennaio - Antonio Forni, militare italiano († 1880)
- 9 gennaio - William Chapman Hewitson, naturalista britannico († 1878)
- 10 gennaio - Camillo Di Pietro, cardinale e arcivescovo cattolico italiano († 1884)
- 10 gennaio - Louis Joseph César Ducornet, pittore francese († 1856)
- 10 gennaio - Daniel Grivaz, politico e giudice svizzero († 1881)
- 10 gennaio - Laurencin, drammaturgo e librettista francese († 1890)
- 10 gennaio - Carlo Manca, politico italiano († 1861)
- 10 gennaio - Lorenzo Nencini, scultore italiano († 1854)
- 11 gennaio - Ferdinand Minding, matematico tedesco († 1885)
- 13 gennaio - Michel Chevalier, economista francese († 1879)
- 13 gennaio - Eugen Napoleon Neureuther, pittore, disegnatore e litografo tedesco († 1882)
- 13 gennaio - Jovan Sterija Popović, scrittore, drammaturgo e docente serbo († 1856)
- 14 gennaio - Cesare Castiglioni, medico italiano († 1871)
- 14 gennaio - Matthew Fontaine Maury, meteorologo e oceanografo statunitense († 1873)
- 14 gennaio - Ruggiero Gabaleone di Salmour, economista e politico italiano († 1878)
- 14 gennaio - Carlo Marochetti, scultore italiano († 1867)
- 25 gennaio - Mariano Stabile, patriota e politico italiano († 1863)
- 26 gennaio - Franz Volkmar Fritzsche, filologo classico tedesco († 1887)
- 26 gennaio - Antonio Gussalli, letterato italiano († 1884)
- 27 gennaio - Juan Crisóstomo de Arriaga, compositore spagnolo († 1826)
- 27 gennaio - Julius Hübner, pittore tedesco († 1882)
- 29 gennaio - Gustavo Benso di Cavour, nobile e politico italiano († 1864)

## Febbraio(29)
- 1º febbraio - Joseph Dixon, arcivescovo cattolico irlandese († 1866)
- 1º febbraio - François Jouffroy, scultore francese († 1882)
- 1º febbraio - Aleksej Dmitrievič Saltykov, esploratore, diplomatico e scrittore russo († 1859)
- 3 febbraio - Ansel Briggs, politico statunitense († 1881)
- 4 febbraio - Saverio Marchese, pittore italiano († 1859)
- 5 febbraio - Robert Montgomery Bird, drammaturgo, romanziere e giornalista statunitense († 1854)
- 6 febbraio - Charles Frédéric Martins, medico, botanico e geologo francese († 1889)
- 6 febbraio - Teodolfo Mertel, avvocato, magistrato e politico italiano († 1899)
- 8 febbraio - Giovanni Battista Carducci, architetto e mecenate italiano († 1878)
- 8 febbraio - Andrea Meneghini, politico italiano († 1870)
- 10 febbraio - Orville Hickman Browning, politico e avvocato statunitense († 1881)
- 11 febbraio - Flora Hastings, nobildonna britannica († 1839)
- 13 febbraio - Vladimir Alekseevič Kornilov, ammiraglio russo († 1854)
- 14 febbraio - Joseph-François Malgaigne, chirurgo francese († 1865)
- 16 febbraio - Boulos Boutros Massaad, vescovo cattolico e patriarca cattolico libanese († 1890)
- 19 febbraio - Alexander Funk, politico, avvocato e magistrato svizzero († 1871)
- 19 febbraio - Giovanni Serpi, militare e politico italiano († 1890)
- 20 febbraio - Antonio Colomberti, attore teatrale e scrittore italiano († 1892)
- 20 febbraio - Emanuel Dubský z Třebomyslic, politico, imprenditore e nobile boemo († 1881)
- 20 febbraio - Johannes von Kuhn, presbitero e teologo tedesco († 1887)
- 21 febbraio - Johann Georg Hiltensperger, pittore tedesco († 1890)
- 22 febbraio - Samuel James Ainsley, pittore e illustratore britannico († 1874)
- 22 febbraio - Józef Kremer, scrittore e filosofo polacco († 1875)
- 23 febbraio - Manfredo Fanti, generale e politico italiano († 1865)
- 25 febbraio - Giovanni Battista Cassinis, giurista e politico italiano († 1866)
- 25 febbraio - Friedrich Welwitsch, botanico e esploratore austriaco († 1872)
- 26 febbraio - Francesco Saverio Massimo, cardinale italiano († 1848)
- 27 febbraio - Giuseppe Imperiali, imprenditore e politico italiano († 1871)
- 27 febbraio - Paul Lacroix, scrittore, giornalista e bibliotecario francese († 1884)

## Marzo(46)
- 1º marzo - Auguste Marceau, marinaio francese († 1851)
- 1º marzo - John Henry Parker, archeologo, saggista e editore inglese († 1884)
- 1º marzo - Francesco Stocco, patriota e generale italiano († 1880)
- 3 marzo - Anders Gustaf Dahlbom, entomologo svedese († 1859)
- 3 marzo - Emil Adolf Rossmässler, naturalista e politico tedesco († 1867)
- 4 marzo - George Bradburn, politico statunitense († 1880)
- 5 marzo - Pietro Salvatico, politico italiano († 1879)
- 6 marzo - Elizabeth Barrett Browning, poetessa inglese († 1861)
- 6 marzo - Marie Kinnberg, fotografa svedese († 1858)
- 6 marzo - Joseph Martini von Nosedo, generale austriaco († 1868)
- 6 marzo - Eduard Weber, fisiologo e anatomista tedesco († 1871)
- 7 marzo - Giovanni Cittadella, politico italiano († 1884)
- 7 marzo - Adolphe Goupil, mercante d'arte e editore francese († 1893)
- 8 marzo - Adelaide Cairoli, patriota italiana († 1871)
- 8 marzo - Antonio Maria Esquivel, pittore spagnolo († 1857)
- 9 marzo - Pietro Marchelli, architetto italiano († 1874)
- 10 marzo - Tito Angelini, scultore italiano († 1878)
- 11 marzo - Louis Boulanger, pittore, litografo e illustratore francese († 1867)
- 11 marzo - Giuseppe Moricci, pittore e disegnatore italiano († 1879)
- 11 marzo - Carlo Pellion di Persano, ammiraglio e politico italiano († 1883)
- 12 marzo - Giovanni Battista De Lorenzi, organaro italiano († 1883)
- 12 marzo - Charles Mozin, pittore, disegnatore e litografo francese († 1862)
- 12 marzo - Jane Pierce, first lady statunitense († 1863)
- 14 marzo - Gabriele Capello, ebanista italiano († 1877)
- 14 marzo - Joseph-Melchior de Livet, politico francese († 1862)
- 16 marzo - Félix De Vigne, pittore e archeologo belga († 1862)
- 16 marzo - Felice Frasi, organista e compositore italiano († 1879)
- 18 marzo - Ippolito Gamba Ghiselli, patriota, nobile e politico italiano († 1890)
- 18 marzo - Ignazio Guiccioli, patriota e politico italiano († 1879)
- 19 marzo - Scipione Sighele, magistrato e politico italiano († 1884)
- 19 marzo - Josephine Zehnder-Stadlin, pedagogista svizzera († 1875)
- 20 marzo - Désiré Nisard, scrittore e traduttore francese († 1888)
- 21 marzo - Benito Juárez, politico e avvocato messicano († 1872)
- 22 marzo - Giovanni Jauch, avvocato, editore e politico svizzero († 1877)
- 22 marzo - Gottlob Ludwig Rabenhorst, botanico e micologo tedesco († 1881)
- 22 marzo - Girolamo Sacchetti, nobile italiano († 1864)
- 22 marzo - Luciano Scarabelli, scrittore, storico e politico italiano († 1878)
- 26 marzo - Ferdinand Anton von Dondorf, generale austriaco († 1882)
- 26 marzo - Colin Mackenzie, militare britannico († 1881)
- 26 marzo - Josef Slavík, violinista e compositore boemo († 1833)
- 26 marzo - Stefan von Wernhardt, generale austriaco († 1869)
- 28 marzo - Thomas Hare, politico britannico († 1891)
- 28 marzo - Carl Friedrich Nägelsbach, filologo classico tedesco († 1859)
- 29 marzo - Victor Loche, militare e naturalista francese († 1863)
- 30 marzo - Jules-Marie Ladreit de Lacharrière, generale francese († 1870)
- 31 marzo - Ion Roată, politico romeno († 1882)

## Aprile(42)
- 1º aprile - Anne Thynne, zoologa, ittiologa e geologa britannica († 1866)
- 1º aprile - Franz Eybl, pittore austriaco († 1880)
- 1º aprile - Enrichetta del Liechtenstein, principessa austriaca († 1886)
- 2 aprile - Giacomo Antonelli, cardinale italiano († 1876)
- 2 aprile - Friedrich Halm, scrittore e bibliotecario austriaco († 1871)
- 3 aprile - Ivan Vasil'evič Kireevskij, filosofo e critico letterario russo († 1856)
- 3 aprile - François Wartel, tenore francese († 1882)
- 4 aprile - Carlo Reishammer, architetto italiano († 1883)
- 5 aprile - Domenico Ventura, arcivescovo cattolico italiano († 1862)
- 6 aprile - Charles Desnoyer, attore teatrale, commediografo e direttore teatrale francese († 1858)
- 6 aprile - Friedrich Wilhelm Ritschl, latinista e filologo classico tedesco († 1876)
- 7 aprile - Giovan Battista Fabbri, medico italiano († 1874)
- 7 aprile - Armand Toussaint, scultore francese († 1862)
- 9 aprile - Isambard Kingdom Brunel, ingegnere britannico († 1859)
- 10 aprile - Juliette Drouet, attrice teatrale francese († 1883)
- 10 aprile - Leonidas Polk, vescovo anglicano e generale statunitense († 1864)
- 11 aprile - Pierre Guillaume Frédéric Le Play, ingegnere, sociologo e economista francese († 1882)
- 11 aprile - Antonio Panunzi, medico, ginecologo e chirurgo italiano († 1877)
- 11 aprile - Anastasius Grün, poeta e politico austriaco († 1876)
- 12 aprile - Adolphe Laferrière, attore teatrale francese († 1877)
- 15 aprile - Samuel Rayner, artista inglese († 1897)
- 15 aprile - Émile Souvestre, scrittore e storico francese († 1854)
- 17 aprile - William Gilmore Simms, scrittore, poeta e storico statunitense († 1870)
- 19 aprile - Sarah Bagley, sindacalista e operaia statunitense († 1889)
- 19 aprile - Vincenzo Spinelli di Scalea, politico italiano († 1878)
- 21 aprile - Henry Cohen, numismatico, bibliografo e compositore francese († 1880)
- 21 aprile - George Cornewall Lewis, politico e letterato britannico († 1863)
- 21 aprile - Petrus van Schendel, pittore olandese († 1870)
- 23 aprile - Wilhelm Wackernagel, filologo tedesco († 1869)
- 24 aprile - Luigi Maria Lembo, vescovo cattolico italiano († 1883)
- 24 aprile - Paolo Sinibaldi, politico italiano
- 25 aprile - Guglielmo VIII di Brunswick, duca († 1884)
- 26 aprile - Alexander Duff, missionario scozzese († 1878)
- 26 aprile - George Ramsay, XII conte di Dalhousie, nobile e ammiraglio scozzese († 1880)
- 26 aprile - Enrico Scuri, pittore italiano († 1884)
- 27 aprile - Maria Cristina di Borbone-Due Sicilie, spagnola († 1878)
- 28 aprile - Rudolf Christian Böttger, chimico e fisico tedesco († 1881)
- 28 aprile - Jules de Laveaucoupet, generale francese († 1892)
- 28 aprile - Aquilla Smith, antiquario e numismatico irlandese († 1890)
- 29 aprile - Giovanni Battista Carletti Giampieri, politico italiano († 1867)
- 29 aprile - Ernst von Feuchtersleben, scrittore austriaco († 1849)
- 30 aprile - Théodore Cogniard, drammaturgo e regista teatrale francese († 1872)

## Maggio(22)
- 1º maggio - Paolo Farina, funzionario e politico italiano († 1871)
- 2 maggio - Charles Gleyre, pittore svizzero († 1874)
- 2 maggio - Caterina Labouré, religiosa francese († 1876)
- 4 maggio - William Fothergill Cooke, inventore britannico († 1878)
- 6 maggio - Adeodato Malatesta, pittore e restauratore italiano († 1891)
- 7 maggio - William Bernard Ullathorne, arcivescovo cattolico britannico († 1889)
- 10 maggio - Nicola Valzani, presbitero italiano († 1872)
- 12 maggio - Henry Clark Barlow, scrittore e viaggiatore britannico († 1876)
- 12 maggio - Johan Vilhelm Snellman, politico e filosofo finlandese († 1881)
- 15 maggio - Gaetano Bedini, cardinale e arcivescovo cattolico italiano († 1864)
- 15 maggio - Joseph-Charles-Anthelme Cassaignolles, generale francese († 1866)
- 17 maggio - Pascual Madoz, politico spagnolo († 1870)
- 19 maggio - Claude Casimir Gillet, botanico e micologo francese († 1896)
- 20 maggio - John Stuart Mill, filosofo e economista britannico († 1873)
- 21 maggio - Harriet Howard, nobildonna inglese († 1868)
- 22 maggio - Emanuele Accame, armatore italiano († 1890)
- 24 maggio - Vincenzo Cesati, botanico italiano († 1883)
- 26 maggio - Louis-Marie-Joseph-Eusèbe Caverot, cardinale e arcivescovo cattolico francese († 1887)
- 26 maggio - Pietro Mongini, prete italiano († 1886)
- 27 maggio - Luigi Bianchis di Pomaretto, generale italiano († 1877)
- 29 maggio - Karl Bötticher, archeologo e architetto tedesco († 1889)
- 31 maggio - Amadio Zangari, vescovo cattolico italiano († 1864)

## Giugno(25)
- 1º giugno - John Buchanan Floyd, politico statunitense († 1863)
- 1º giugno - Theodore Maunoir, chirurgo svizzero († 1869)
- 3 giugno - Elisa Napoleona Baciocchi, italiana († 1869)
- 3 giugno - Giovanni Carrara, archeologo italiano († 1850)
- 6 giugno - Thomas Henry Duthie, imprenditore sudafricano († 1857)
- 7 giugno - Domenico Consolini, cardinale italiano († 1884)
- 8 giugno - Lorenzo Ercoliani, scrittore italiano († 1866)
- 8 giugno - Paul Scudo, critico musicale e musicologo francese († 1864)
- 8 giugno - Albert Veiel, dermatologo tedesco († 1874)
- 9 giugno - Luigi III d'Assia, sovrano tedesco († 1877)
- 11 giugno - Felipe Pardo y Aliaga, diplomatico, avvocato e poeta peruviano († 1868)
- 12 giugno - Filippo Corridi, matematico, scienziato e pedagogista italiano († 1877)
- 12 giugno - John Augustus Roebling, ingegnere prussiano († 1869)
- 15 giugno - Ferdinando Andreucci, avvocato e politico italiano († 1888)
- 15 giugno - Manuel Ignacio de Vivanco, politico peruviano († 1873)
- 16 giugno - Eugenio Cavallini, direttore d'orchestra, compositore e violinista italiano († 1881)
- 16 giugno - Edward Davy, fisico, scienziato e inventore inglese († 1885)
- 19 giugno - Pantaléon Costa de Beauregard, politico francese († 1864)
- 21 giugno - Aniello Coluzzi, chirurgo italiano († 1865)
- 21 giugno - Luigi Gordigiani, compositore e pianista italiano († 1860)
- 24 giugno - Giovanni Galvani, filologo, linguista e bibliotecario italiano († 1873)
- 24 giugno - Carl Julius von Leypold, pittore tedesco († 1874)
- 27 giugno - Augustus De Morgan, matematico e logico britannico († 1871)
- 27 giugno - Pierre-Charles Simart, scultore francese († 1857)
- 28 giugno - Henry Montgomery Lawrence, militare britannico († 1857)

## Luglio(27)
- 5 luglio - Heinrich Homberger, avvocato e politico svizzero († 1851)
- 5 luglio - Blanka Teleki, educatrice e attivista ungherese († 1862)
- 5 luglio - Henry Wreford, giornalista e critico d'arte inglese († 1892)
- 7 luglio - Michele Amari, storico, politico e arabista italiano († 1889)
- 9 luglio - Giovanni Antonio Labus, scultore italiano († 1857)
- 11 luglio - Giacinto Gigante, pittore e incisore italiano († 1876)
- 16 luglio - Aleksandr Andreevič Ivanov, pittore russo († 1858)
- 16 luglio - Jacob Zeilin, ufficiale statunitense († 1880)
- 17 luglio - Franz Karl Movers, teologo e orientalista tedesco († 1856)
- 17 luglio - Johann Bernhard von Rechberg und Rothenlöwen, politico tedesco († 1899)
- 18 luglio - Erwin Speckter, pittore tedesco († 1835)
- 19 luglio - Lorenz Diefenbach, linguista, etnologo e scrittore tedesco († 1883)
- 20 luglio - Francesco Bonaini, filologo, paleografo e archivista italiano († 1874)
- 21 luglio - Antonio Kramer, chimico italiano († 1853)
- 21 luglio - Giuseppe Puini, architetto italiano († 1869)
- 22 luglio - Gabriel Laviron, pittore, critico d'arte e rivoluzionario francese († 1849)
- 22 luglio - Johann Kaspar Zeuss, storico e filologo tedesco († 1856)
- 23 luglio - Félix Arvers, poeta e drammaturgo francese († 1850)
- 23 luglio - Eduard Marxsen, pianista e compositore tedesco († 1887)
- 23 luglio - Benedetto Scafi, abate italiano († 1879)
- 23 luglio - Charles Stoddart, diplomatico e militare inglese († 1842)
- 24 luglio - Domenico Cucchiari, generale e politico italiano († 1900)
- 25 luglio - Maria Weston Chapman, attivista statunitense († 1885)
- 25 luglio - John O'Donovan, scrittore e glottologo irlandese († 1881)
- 26 luglio - Johann Peter Bruggisser, politico, giudice e imprenditore svizzero († 1870)
- 31 luglio - Eugène Lepoittevin, pittore e incisore francese († 1870)
- 31 luglio - Dumanoir, drammaturgo francese († 1865)

## Agosto(20)
- 6 agosto - Carlo Fioruzzi, politico italiano († 1875)
- 6 agosto - Franz von Mertens, generale austriaco († 1866)
- 9 agosto - Pierre François Eugène Giraud, pittore francese († 1881)
- 10 agosto - Charles-Marie Saisson, monaco cristiano e presbitero francese († 1877)
- 10 agosto - Julius Weisbach, matematico e ingegnere tedesco († 1871)
- 11 agosto - Jean-Baptiste Auriol, circense francese († 1881)
- 11 agosto - Bernard-Adolphe Granier de Cassagnac, politico, giornalista e scrittore francese († 1880)
- 11 agosto - Euplio Reina, medico e chirurgo italiano († 1877)
- 16 agosto - Théophile-Victor de Chevron Villette, politico francese († 1871)
- 17 agosto - Peter Richard Kenrick, arcivescovo cattolico irlandese († 1896)
- 17 agosto - Johann Kaspar Mertz, chitarrista e compositore slovacco († 1856)
- 20 agosto - Archibald Acheson, III conte di Gosford, nobile e politico irlandese († 1864)
- 20 agosto - Luigi Genina, politico italiano († 1876)
- 23 agosto - Henry Howard, II conte di Effingham, nobile, politico e militare britannico († 1889)
- 24 agosto - Antonio Villa, entomologo italiano († 1885)
- 25 agosto - James Booth, matematico irlandese († 1878)
- 25 agosto - Aimé Levet, avvocato e politico francese († 1889)
- 26 agosto - Andrea Casasola, arcivescovo cattolico italiano († 1884)
- 30 agosto - Friedrich von Lipp, generale tedesco († 1879)
- 31 agosto - Charles Lever, scrittore irlandese († 1872)

## Settembre(22)
- 5 settembre - Michel Delaporte, drammaturgo, litografo e pittore francese († 1872)
- 5 settembre - Karl Wilhelm Isenberg, missionario tedesco († 1864)
- 5 settembre - Christophe Louis Léon Juchault de Lamoricière, generale e politico francese († 1865)
- 5 settembre - Giulio Uberti, poeta e patriota italiano († 1876)
- 6 settembre - Juan Eugenio Hartzenbusch, drammaturgo, scrittore e filologo spagnolo († 1880)
- 6 settembre - Hans Heinrich Hürlimann, imprenditore e politico svizzero († 1875)
- 7 settembre - Christian August Friedrich Peters, astronomo tedesco († 1880)
- 8 settembre - Carl Boos, architetto tedesco († 1883)
- 8 settembre - Antonio Ranieri, patriota, scrittore e politico italiano († 1888)
- 9 settembre - Sarah Mapps Douglass, scrittrice, pittrice e oratrice statunitense († 1882)
- 11 settembre - Margaretta Forten, attivista statunitense († 1875)
- 12 settembre - Victor Gélu, poeta e scrittore francese († 1885)
- 13 settembre - Ferdinand de Lanoye, scrittore francese († 1870)
- 13 settembre - Konstantin Pavlovič Naryškin, politico russo († 1880)
- 16 settembre - Achille Mauri, politico, scrittore e patriota italiano († 1883)
- 17 settembre - Guillaume Benjamin-Amand Duchenne, neurologo francese († 1875)
- 18 settembre - Heinrich Laube, scrittore, commediografo e direttore teatrale tedesco († 1884)
- 19 settembre - William Dyce, pittore e docente scozzese († 1864)
- 21 settembre - Giulio Arrigoni, arcivescovo cattolico italiano († 1875)
- 23 settembre - Valentino Pasini, patriota e politico italiano († 1864)
- 27 settembre - Eberhard Anheuser, imprenditore tedesco († 1880)
- 29 settembre - Emidio Cappelli, letterato, poeta e politico italiano († 1868)

## Ottobre(10)
- 1º ottobre - Pietro Bubani, botanico, medico e patriota italiano († 1888)
- 4 ottobre - Lorenzo Berzieri, medico italiano († 1888)
- 4 ottobre - Johannes Müller, pittore svizzero († 1897)
- 11 ottobre - Aleksandar Karađorđević, sovrano serbo († 1885)
- 20 ottobre - George Newbold Lawrence, dirigente d'azienda e ornitologo statunitense († 1895)
- 23 ottobre - Ferdinand von Rayski, pittore tedesco († 1890)
- 23 ottobre - Anna del Gesù di Braganza, nobile († 1857)
- 24 ottobre - Maximilian Joseph von Tarnóczy, cardinale e arcivescovo cattolico austriaco († 1876)
- 25 ottobre - Max Stirner, filosofo tedesco († 1856)
- 28 ottobre - Alphonse de Candolle, botanico svizzero († 1893)

## Novembre(22)
- 2 novembre - Henry Kellett, ammiraglio e esploratore britannico († 1875)
- 4 novembre - Samuele Mazzuchelli, missionario italiano († 1864)
- 4 novembre - Karl Friedrich Mohr, chimico tedesco († 1879)
- 5 novembre - Giuseppe Catalano, giurista e politico italiano († 1886)
- 9 novembre - Oreste Biancoli, politico italiano († 1866)
- 10 novembre - Francesco Forti, giurista e magistrato italiano († 1838)
- 11 novembre - Émilie Pellapra, nobile francese († 1871)
- 13 novembre - Emilia Plater, patriota polacca († 1831)
- 13 novembre - Carl Wilhelm Schnars, archeologo, giornalista e viaggiatore tedesco († 1879)
- 14 novembre - Joseph Guichard, pittore francese († 1880)
- 15 novembre - Osip Afanas'evič Petrov, basso-baritono russo († 1878)
- 16 novembre - Karol Kuzmány, scrittore, giornalista e pastore protestante slovacco († 1866)
- 18 novembre - Charles Léo Lesquereux, botanico svizzero († 1889)
- 21 novembre - Carlo Possenti, ingegnere e politico italiano († 1872)
- 24 novembre - William Webb Ellis, presbitero britannico († 1872)
- 24 novembre - Omar Pascià, generale serbo († 1871)
- 25 novembre - Walter Montagu Douglas Scott, V duca di Buccleuch, politico scozzese († 1884)
- 26 novembre - Antoine Jacquemoud, politico francese († 1887)
- 27 novembre - Jean-François Allard, arcivescovo cattolico francese († 1889)
- 28 novembre - Giovanni Albertoni, scultore italiano († 1887)
- 28 novembre - Giovanni Salomone, pittore italiano († 1877)
- 29 novembre - Manuel de Araújo Porto-Alegre, scrittore, giornalista e pittore brasiliano († 1879)

## Dicembre(30)
- 1º dicembre - Carlo Bini, scrittore, patriota e traduttore italiano († 1842)
- 1º dicembre - Lungtok Gyatso, monaco buddhista tibetano († 1815)
- 1º dicembre - Felice Le Monnier, editore italiano († 1884)
- 2 dicembre - Hans Heinrich X von Hochberg, nobile tedesco († 1855)
- 2 dicembre - Ahmad I ibn Mustafa, sovrano tunisino († 1855)
- 3 dicembre - Giovanni Busato, pittore italiano († 1886)
- 3 dicembre - Jacques-Marie-Achille Ginoulhiac, teologo, scrittore e arcivescovo cattolico francese († 1875)
- 3 dicembre - Henry A. Wise, politico statunitense († 1876)
- 4 dicembre - Johann Friedrich Franz Burgmüller, pianista e compositore tedesco († 1874)
- 4 dicembre - John T. Graves, giurista e matematico irlandese († 1870)
- 4 dicembre - Philipp Wilhelm Wirtgen, botanico tedesco († 1870)
- 5 dicembre - Anne Pratt, illustratrice e ornitologa britannica († 1893)
- 6 dicembre - Pasquale Altavilla, attore teatrale e drammaturgo italiano († 1875)
- 6 dicembre - Antonio Colla, astronomo e meteorologo italiano († 1857)
- 6 dicembre - Gilbert Duprez, tenore e compositore francese († 1896)
- 11 dicembre - Otto von Abich, geologo tedesco († 1886)
- 12 dicembre - François Blanc, imprenditore, scrittore e mecenate francese († 1877)
- 12 dicembre - Stand Watie, militare nativo americano († 1871)
- 13 dicembre - Carlo Leone Denuelle, francese († 1881)
- 14 dicembre - Ernesto Casimiro II di Ysenburg e Büdingen, principe tedesco († 1861)
- 20 dicembre - Alamanno Biagi, direttore d'orchestra italiano († 1861)
- 20 dicembre - Martín Carrera, politico e generale messicano († 1871)
- 20 dicembre - Michele Panebianco, pittore italiano († 1873)
- 22 dicembre - Giuseppe Tigri, abate e scrittore italiano († 1882)
- 22 dicembre - Karl von Pfeufer, medico tedesco († 1869)
- 25 dicembre - Martha Coffin Wright, insegnante statunitense († 1875)
- 25 dicembre - Marija Nikolaevna Raevskaja, nobildonna russa († 1863)
- 26 dicembre - Karl Ernst Georges, filologo classico, latinista e lessicografo tedesco († 1895)
- 28 dicembre - Giacomo Plezza, politico italiano († 1893)
- 29 dicembre - Maria Adeodata Pisani, religiosa italiana († 1855)

## Senza giorno specificato(57)
- Giovanni Adorni, letterato, scrittore e storico italiano († 1877)
- John Yonge Akerman, numismatico e antiquario britannico († 1873)
- Francesco Alliata-Campiglia, politico italiano († 1867)
- Rosario Anastasi, scultore italiano († 1876)
- Auguste Anicet-Bourgeois, drammaturgo e librettista francese († 1871)
- Giulio Cesare Arrivabene, pittore italiano († 1896)
- Filippo Balbi, pittore italiano († 1890)
- Giovanni Basadonna, tenore italiano († 1851)
- Pierre Blanc, avvocato e politico francese († 1896)
- Antonio Bonfigli, pittore italiano († 1865)
- Tapoa II, re († 1860)
- Hermann Brockhaus, orientalista tedesco († 1877)
- Pompeo Calvi, pittore italiano († 1884)
- Carlo Caniggia, scultore italiano († 1852)
- Carlo Cessi, patriota italiano
- Rachel Cliff, attivista statunitense († 1885)
- Filippo Augusto Corporandi d'Auvare, ammiraglio italiano († 1889)
- Domingo Crisanto Delgado Gómez, compositore spagnolo († 1858)
- Carlo Dell'Acqua, ingegnere e filantropo italiano († 1881)
- Alecu Donici, scrittore rumeno († 1865)
- Mariano Falcinelli Antoniacci, cardinale, abate e arcivescovo cattolico italiano († 1874)
- Edwin Forrest, attore teatrale statunitense († 1872)
- Cesare Gibelli, scultore italiano († 1885)
- Giuseppe Gozzini, pittore e illustratore italiano († 1886)
- William Greener, inventore britannico († 1869)
- Temistocle Guerrazzi, scultore italiano († 1884)
- Camilla Guiscardi Gandolfi, pittrice italiana († 1893)
- Samuel Holdheim, rabbino tedesco († 1860)
- Nasrullah Khan, sovrano uzbeko († 1860)
- Stepan Semënovič Kutorga, zoologo e paleontologo russo († 1861)
- Alberto Leotardi, generale italiano († 1888)
- Madame Cavé, pittrice, scrittrice e insegnante francese († 1883)
- Heinrich von Mayr, pittore e incisore tedesco († 1871)
- Francesco Mazzei, architetto italiano († 1869)
- Aristidis Moraitinis, politico greco († 1875)
- Nunzio Morello, scultore e poeta italiano († 1878)
- Giuseppe Morro, avvocato e politico italiano († 1875)
- Adolphe-Simon Neboux, naturalista e ornitologo francese († 1844)
- Baginda Omar di Terengganu, sovrano malese († 1876)
- Mariano Ospina Rodríguez, politico colombiano († 1885)
- Barnaba Panizza, architetto, urbanista e politico italiano († 1895)
- Antonio Poggi, tenore italiano († 1875)
- Aleksandr Ivanovič Poležaev, poeta russo († 1838)
- Stepan Petrovič Ševyrëv, scrittore russo († 1864)
- Michele Shervashidze, principe abcaso († 1866)
- Sofija Nikolaevna Raevskaya, nobildonna russa († 1883)
- Vincenzo Sorce Malaspina, filantropo italiano († 1887)
- Skarlatos Soutzos, generale, politico e nobile greco († 1887)
- Franz Seraph von Stadion, politico austriaco († 1853)
- Anton Tomaschek, austriaco († 1857)
- Vincenzo Troya, pedagogista italiano († 1883)
- Pietro Ulivi, pittore italiano († 1880)
- Giovanni Visin, marinaio e esploratore montenegrino († 1868)
- Evelino Waddington, politico britannico († 1882)
- Leopold von Weigl, generale austriaco († 1867)
- Antoine Wiertz, pittore e scultore belga († 1865)
- Pietro Zandomeneghi, scultore italiano († 1886)